# アモルファスシリコン
アモルファスシリコン（英: amorphous silicon）は、ケイ素を主体とする非晶質半導体である。結晶シリコンと比較してエネルギーギャップが大きく、吸光係数が高い、製膜が容易などの特徴を持ち、薄膜トランジスタや太陽電池などに応用される。

## 歴史
アモルファスシリコンは、1975年にスピア (W. E. Spear) らがシランの熱分解によって得たのが最初である。

## 性質
本来ダイヤモンド構造を有する結晶シリコンの構造がランダムになり、シリコン原子同士が無秩序に結合したものである。熱力学的に結晶シリコンに比べて不安定な物質であるが、未結合手（ダングリングボンド）に水素を結合させる（水素化する）ことで安定な固体となり、実用に供される。水素化したアモルファスシリコンは水素化アモルファスシリコンとも呼ばれ、しばしば a-Si:H のように表記される。
アモルファスシリコンは製法や組成によって電気的・光学的に大きく性質を変化させることが可能である。また結晶シリコンに比して製膜条件が緩く、非結晶性の材料や高温に耐えない材料の上にも製膜しやすい利点を持つ。
結晶シリコンに比較して、アモルファスシリコンは下記のような違いがある。
- エネルギーギャップが大きい
- 吸光係数が大きい
- 移動度が低い
- キャリアの寿命が短い
- 安価で大面積の薄膜を作ることができる

通常の禁制帯に相当するアモルファスシリコンの光学バンドギャップは、約1.4～1.8 eV（結晶シリコンの場合 1.1 eV）の大きさを持つ。SiGeやSiCなどの混晶とすることで変えることができる。また電子が遷移する際にフォノンを介する必要がないため、吸光係数が非常に高くなる。

## 製法
真空蒸着法や化学気相成長法などによって低温（例えば 200～400 ℃ 程度）で製膜できる。製法によっては、微細な結晶シリコン（微結晶シリコン、多結晶シリコン）が混じったシリコン膜を作製し、アモルファスシリコンと結晶シリコンの中間的な性質を持たせることも可能である。また結晶シリコン同様、ホウ素やリンなどのドーパントを加えることで価電子制御も可能である。

## 応用
液晶パネルの薄膜トランジスタなど、ガラスやプラスチック上への半導体素子の形成などに広く応用されている。
- 薄膜トランジスタ (TFT)
- 太陽電池
- 複写機の感光ドラム 有機光導電体(OPC)よりも耐久性が優れているため、交換周期が長く廃棄物を減らすことが可能。
- 光センサ

## 参考書籍
- 「半導体の物理 改訂版」（西澤潤一・御子柴宣夫、培風館、1991年） ISBN 4-563-03299-9